# Willesden Junction (stanice metra v Londýně)
Willesden Junction je stanice metra v Londýně, otevřená 1. září 1866. Roku 1962 probíhala elektrifikace stanice. V této stanici je depo. Autobusové spojení zajišťují linky: 18, 220, 228, 266, 487 a noční linka N18. Stanice se nachází v přepravní zóně 2 a 3, leží na lince:
- Bakerloo Line mezi stanicemi Kensal Green a Harlesden.
- Overground

## Události
- Dne 5. prosince 1910 narazil vlak do jiného vlaku zezadu. Tři lidé zemřeli.
- Dne 6. října 1986 v 17 hodin narazil vlak do jiného vlaku zezadu. Pět cestujících bylo zraněno. Ještě téhož večera byli propuštěni z nemocnice.

| Rok  | Počet cestujících |
| ---- | ----------------- |
| 2011 | 3,92 mil          |
| 2012 | 3,99 mil          |
| 2013 | 4,17 mil          |
| 2014 | 4,50 mil          |